# Francisco Accioly Rodrigues da Costa
Francisco Accioly Rodrigues da Costa (,  — , {[quando}}) foi um advogado e político brasileiro. Foi o pai do senador Francisco Accioly Rodrigues da Costa Filho
Exerceu o cargo de prefeito da cidade litorânea de Paranaguá, no Paraná, na década de 1920. Na sua gestão, incentivou e ajudou na fundação da Associação Comercial, Industrial e Agrícola de Paranaguá (Aciap), bem como, doou o terreno e a importância de 2 contos de réis (2:000$000) para a construção do Estádio Nélson Medrado Dias.